# Krzeszowice

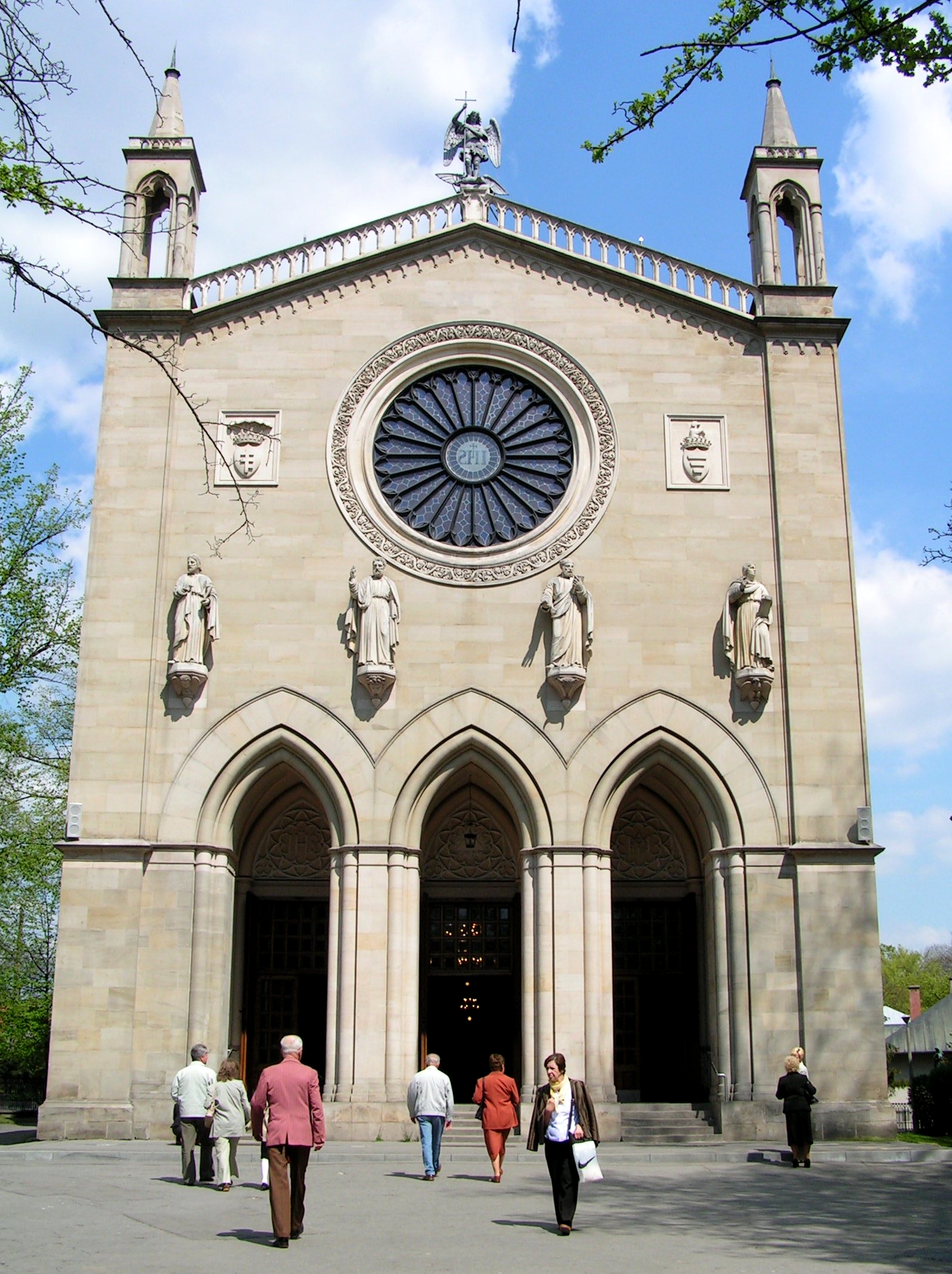
Sankta Marias kyrka i Krzeszowice.

Krzeszowice ([kʂɛʂɔˈvʲit͡sɛ], tyska: Kressendorf 1941–1945) är en stad i Lillpolens vojvodskap, i södra Polen cirka 25 kilometer väster om Kraków. Staden hade 10 084 invånare (2016).